# Condado de Ravalli
El condado de Ravalli (en inglés: Ravalli County), fundado en 1887, es uno de los 56 condados del estado estadounidense de Montana. En el año 2000 tenía una población de 36.070 habitantes con una densidad poblacional de 6 personas por km². La sede del condado es Hamilton.

## Geografía
Según la Oficina del Censo, el condado tiene un área total de 6216 km² (2400,0 mi²), de la cual 6200 km² (2393,8 mi²) es tierra y 16 km² (6,2 mi²) (0.25%) es agua.

### Condados adyacentes
- Condado de Missoula - norte
- Condado de Granite - este
- Condado de Beaverhead - sureste
- Condado de Lemhi - sur
- Condado de Idaho - oeste

## Carreteras
- U.S. Highway 93
- Carretera Estatal de Montana 38

## Demografía
En el 2000 la renta per cápita promedia del condado era de $31 992, y el ingreso promedio para una familia era de $38 397. En 2000 los hombres tenían un ingreso per cápita de $30 994 versus $19 987 para las mujeres. El ingreso per cápita para el condado era de $17 935. Alrededor del 13,80% de la población estaba bajo el umbral de pobreza nacional.

## Comunidades

### Ciudad
- Hamilton

### Pueblos
- Darby
- Pinesdale
- Stevensville

### Lugares designados por el censo
- Corvallis
- Florence
- Victor